# Michael Grünberger
Michael Grünberger es un deportista austríaco que compitió en skeleton. Ganó dos medallas en el Campeonato Mundial de Skeleton, oro en 1990 y bronce en 1991.

## Palmarés internacional
| Campeonato Mundial | Campeonato Mundial | Campeonato Mundial | Campeonato Mundial |
| Año                | Lugar              | Medalla            | Prueba             |
| ------------------ | ------------------ | ------------------ | ------------------ |
| 1990               | Königssee (RFA)    | Medalla de oro     | Individual         |
| 1991               | Igls (Austria)     | Medalla de bronce  | Individual         |